# 안성 아양동 보살입상
안성 아양동 보살입상은 경기도 안성시 아양동에 있는 불상이다. 1986년 5월 22일 안성시의 향토유적 제10호로 지정되었다.

## 개요
아양동 석불입상과 나란히 서있는 거대한 보살입상(菩薩立像)으로 이곳 마을 사람들은 오래전부터 미륵부처로 존숭(尊崇)해오고 있다. 화강암으로 조성되어 있으며, 고려 때의 작품으로 추정된다. 
원래의 위치는 현 위치에서 3m 앞이라고 하며, 일제 때 수해로 목 부분이 파손되었으나 마을 주민들의 꿈에 현몽(現夢)하여 주민들이 두레를 만들어 쌀을 거둬 복구했다고 한다. 전설에 총각이 기도를 드려 소원을 성취했다고도 하며, 머슴 살던 사람이 장사하여 모은 엽전을 계단 앞에 묻고 장가가기를 기원하였더니 소원대로 결혼해서 잘 살았다고도 한다. 
머리 부위에는 화관(花冠)과 화판(花辨)이 새겨져 있다. 얼굴 전체의 인상은 여성적인 부드러움과 후덕함을 느끼게 하며, 양미간(兩眉間)·비량(鼻粱)·구순(口脣)이 정제되어 있으며, 양귀는 가늘고 길다. 법의(法衣)는 통견(通絹)으로 양어깨의 균형이 맞지 않으며, 수인은 오른손을 가슴에 얹었고, 밑으로 내린 왼손과 허리 부분의 하부 이하는 매몰되어 정확한 형태는 알 수 없다. 
흉전에 영락(瓔珞)의 문양이 보이고, 어깨와 팔 부분에도 화문(花紋)이 보이며, 조법은 고졸한 풍이 있어 토속적인 모습을 띠고 있다. 전신의 모습을 보았다는 주민들의 말에 의하면 본래의 높이는 약 11자반(3.8m)이라 하는데, 현재 보이는 부분은 높이 3.37m, 어깨 폭 1.18m의 규모이다.

## 같이 보기
- 안성 아양동 석불입상 - 안성시 향토유적 제15호

## 참고 자료
- 아양동보살입상 - 안성문화관광 - 시지정문화재